# Ігор Жезус (футболіст, 2003)
Ігор Жезус (порт. Igor Jesus, нар. 7 березня 2003, Гоянія) — бразильський футболіст, півзахисник американського клубу Major League Soccer «Лос-Анджелес» та молодіжної збірної Бразилії. Виступав також за бразильський клуб «Фламенго» і португальський клуб «Ештрела». Дворазовий володар Кубка Бразилії, володар Кубка Лібертадорес, переможець Ліги Каріока.

## Клубна кар'єра
Ігор Жезус народився 2003 року в місті Гоянія. Розпочав займатися футболом у рідному місті в юнацькій команді футбольного клубу «Гояс», пізніше перейшов до юнацької команди клубу «Фламенго». У 2022 році Жезус перейшов до основної команди клубу «Фламенго», в якій виступав до 2024 року, та став у її складі дворазовим володарем Кубка Бразилії, володарем Кубка Лібертадорес та переможцем Ліги Каріока. У 2024 році бразильський півзахисник перейшов до складу португальського клубу «Ештрела». З 2025 року футболіст грає у складі клубу Major League Soccer «Лос-Анджелес».

## Виступи за збірну
У 2023 році Ігор Жезус зіграв 5 матчів у складу молодіжної збірної Бразилії.

## Титули і досягнення
- Володар Кубка Бразилії (2):

«Фламенго»: 2022, 2024
- Володар Кубка Лібертадорес (1):

«Фламенго»: 2022
- Переможець Ліги Каріока (1):

«Фламенго»: 2024